# Coblenz (Schiff)
Das Dampfschiff Coblenz wurde von Blohm & Voss für den Brasilien-Dienst des Norddeutschen Lloyds (NDL), Bremen, gebaut.
Ihre Schwesterschiffe wurden von der Tecklenborg-Werft und der Seebeck-Werft, beide in Geestemünde, geliefert.

## Südamerikadienst des NDL
Der Südamerikadienst des NDL war am 1. März 1876 durch die für diesen Dienst bestellte Hohenzollern der Strassburg-Klasse eröffnet worden. 1878 erfolgte die Teilung in einen Brasilien- und La-Plata-Dienst wegen argentinischer Quarantänebestimmungen, die einen durchgängigen Verkehr behinderten. Die 1893 gelieferte Mark und ihre Schwesterschiffe waren die ersten Schiffe des NDL für den Brasiliendienst, denen dann noch die vier Schiffe der Crefeld-Klasse 1895 folgten. Die Coblenz und ihre Schwestern waren die letzten Schiffe des NDL (1897/98) bis in die 30er-Jahre, die für dieses Fahrtgebiet vom NDL speziell beschafft wurden.

## Einsatz beim NDL
Die Coblenz begann im Mai 1897 ihre Jungfernfahrt von Bremen nach Santos. Am 1. September 1900 erfolgte erstmals eine Fahrt von Bremen nach Baltimore.
1903 wurde sie von Bremen über Antwerpen, A Coruña, Villagarcía oder Vigo nach Havanna, Cienfuegos und Manzanillo eingesetzt. Alle drei Schwesterschiffe befuhren zeitweise diese Linie.
1907 wurde die Coblenz, nach Umbau der Passagiereinrichtung, nach Australien verlegt, um zusammen mit den Schwesterschiffen Prinz Waldemar und Prinz Sigismund den Austral-Japan-Dienst von Sydney über Brisbane, Rabaul, Friedrich-Wilhelm-Hafen, Maron (Eremiteninseln – jede 2. Reise), Yap, Angaur (jede 2. Reise), Manila, Hongkong nach Kōbe zu bedienen. Sie passte besser als alle zuvor eingesetzten Schiffe zu den beiden „Prinzen“ und versah damit den Dienst eines Reichspostdampfers.
Bei Beginn des Ersten Weltkrieges befand sich die Coblenz in Manila und wurde aufgelegt.

## Das Schiff unter US-Flagge
1917 wurde die Coblenz beschlagnahmt und kam umbenannt in Sachem als Transporter in Fahrt.
Am 6. Februar 1920 erwarb die Pacific Mail für 400.000 US-Dollar das Schiff und nannte es Cuba. Anfangs fuhr sie mit Passagieren und Fracht zwischen San Francisco, Kalifornien, und Havanna, Kuba, später nur noch bis Cristóbal.
Am 9. September 1923 strandete sie auf einem Riff bei der Insel San Miguel im Santa-Barbara-Kanal, Kalifornien, bei dichtem Nebel. Alle Personen an Bord konnten gerettet werden.
Am gleichen Tag liefen noch neun Zerstörer der United States Navy in der Nähe auf. Bekannt wurde dieser Vorfall als Schiffskatastrophe bei Honda Point.

## SchwesterschiffMainz
Die Mainz (3.204 BRT) lief am 15. Mai 1897 bei der Werft Tecklenborg als Bau-Nr. 151 vom Stapel und wurde am 8. Juli 1897 an den NDL abgeliefert.
Im August lief sie zu ihrer Jungfernfahrt nach Brasilien aus. Im August 1900 fuhr sie erstmals von Bremen nach Baltimore und am 10. November 1900 erstmals von Bremen nach New York. 1903 fuhr die Mainz wie die Coblenz nach Kuba. Grundsätzlich fuhr die Mainz aber nach Südamerika.
Mit der Mainz unter Kapitän Max Dietrich (1870–1916), Erster Offizier Ferdinand Gluud, Zweiter Offizier Erich Blew (1877–1961) wurde im Sommer 1910 eine Expeditionsreise nach Spitzbergen zur Erkundung eines möglichen Forschungsfahrt eines Zeppelins in der Arktis unternommen. Teilnehmer der Reise waren Prinz Heinrich von Preußen, Ferdinand von Zeppelin und der Polarforscher Erich von Drygalski, sowie die Professoren Hugo Hergesell und Adolf Miethe. Man inspizierte unter anderem den Wellmann-Hangar in Danskøya. Vor Ort kamen die Teilnehmer der Reise zu der Meinung, dass die Witterungsverhältnisse Spitzbergens im Sommer durchaus eine Fahrt mit dem Luftschiff zuließen, dass die Zeppeline zuvor aber noch weiterentwickelt werden müssten, um eine Mindestgeschwindigkeit von 70 km/h und eine ununterbrochene Reisedauer von 48 Stunden zu erreichen. Bis zur ersten Arktisfahrt eines Zeppelins dauerte es aber noch bis 1931, als die Internationale Studiengesellschaft zur Erforschung der Arktis mit Luftfahrzeugen (Aeroarctic) mit dem LZ 127 Graf Zeppelin nach Franz-Joseph-Land und Sewernaja Semlja fuhr.
1912 wurde sie dann nach Antwerpen verkauft und in Dieppe umgetauft. 1928 wurde die ehemalige Mainz abgebrochen.

## SchwesterschiffTrier
Die Trier (3.168 BRT) lief am 5. Juni 1898 bei der Seebeck-Werft als Bau-Nr. 122 vom Stapel und wurde am 15. Juni 1898 an den NDL abgeliefert.
Noch im Juni 1898 lief sie zu ihrer Jungfernfahrt nach Brasilien aus. Am 10. Oktober 1900 lief sie erstmals von Bremen nach New York.
Am 6. Juli 1902 strandete sie auf einer Fahrt nach Kuba vor La Coruña und musste aufgegeben werden.